# Higinio Ruvalcaba
Higinio Ruvalcaba Romero (Yahualica de González Gallo, Jalisco, 11 de enero de 1905 – Ciudad de México, 15 de enero de 1976) fue un músico mexicano que se desempeñó como violinista, compositor, director de orquesta y director de recintos culturales tanto en la ciudad de Guadalajara, Jalisco como en la Ciudad de México.

## Biografía
Higinio Ruvalcaba nació en Yahualica, Jalisco, el 11 de enero de 1905. Hijo de un miembro de la banda de música de su pueblo, comenzó a pulsar el violín cuando tenía cuatro años de edad. A los cinco años mostró sus posibilidades de musicalidad e intuición, debutando a esta temprana edad en el Teatro Degollado de Guadalajara.
El maestro Félix Paredo no dudó en recibirlo bajo su cuidado y tutela, a pesar de su corta edad. A los diez años dio su primer recital como solista mostrándose como todo un músico experimentado. En Jalisco no existía maestro que le pudiera enseñar más, su destino lo perfilaba hacia la capital. En el año de 1922 el joven Ruvalcaba se trasladó a la Ciudad de México e ingresó al Conservatorio Nacional de Música. Estudió de 1922 a 1925 con el violinista español Mario Mateo. En 1928 ya formaba parte de la Orquesta Sinfónica Nacional. En el año de 1931 obtuvo el primer premio y fue seleccionado como el solista del Concierto de Weinawsky, con la dicha Orquesta. En 1935, fue nombrado violín concertino de la Sinfónica Nacional, en donde trabajó hasta 1940.
Sorprendidos por su talento y capacidad, los integrantes del Cuarteto Lenner, de visita en México, le ofrecieron el puesto de violín primero, a la muerte de Jano Lenner, acaecida en 1959. El Cuarteto Lenner, de fama y prestigio internacional, quedó muchos años conformado por violín primero, Higinio Ruvalcaba, violín segundo, José Smilovitz; viola, Herbert Froelich, y chelo, Irme Hartmann.[cita requerida]
La mujer que logró llamar su atención fue la pianista Carmen Castillo Betauncourt, con quien se casó y formó un dúo de violín y piano.
Higinio Ruvalcaba fue un compositor destacado, y compuso numerosas obras: 22 cuartetos para cuerda, 1 quinteto, 3 miniaturas para cuarteto, 4 conciertos para violín y orquesta, tríos para cuerdas. Realizó las transcripciones para violín y piano de los 24 Caprichos de Paganini, originalmente escritas para violín, así como composiciones de canciones populares de corte romántico como: Chapultepec, Juventud, Mi primer amor, Felicidad, Carmen, Martha, Josefina, Ceci y Rebeca, entre otras.[cita requerida]
El día de su muerte, ocurrida el 15 de enero de 1976 en el Distrito Federal (hoy Ciudad de México), se le rindió un homenaje en el Palacio de Bellas Artes, recordándolo como aquel violinista que sobresaltaba a los directores extranjeros con sus agudezas de gran genio del violín.[cita requerida]

## Obras
- Vals Leonor para piano
- Chapultepec

- Datos: Q5897658